# قلعه تومپئا

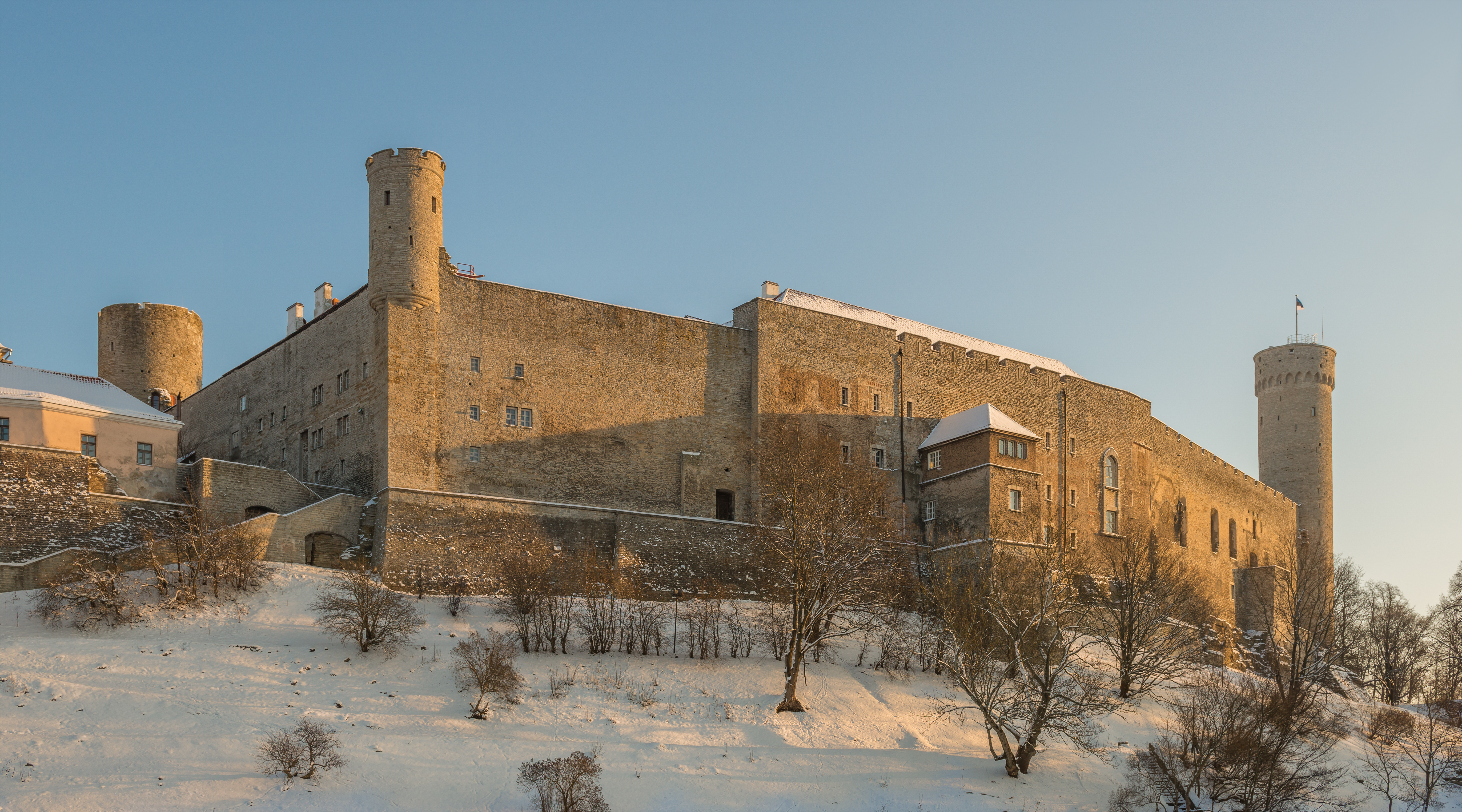
قلعه تومپئا

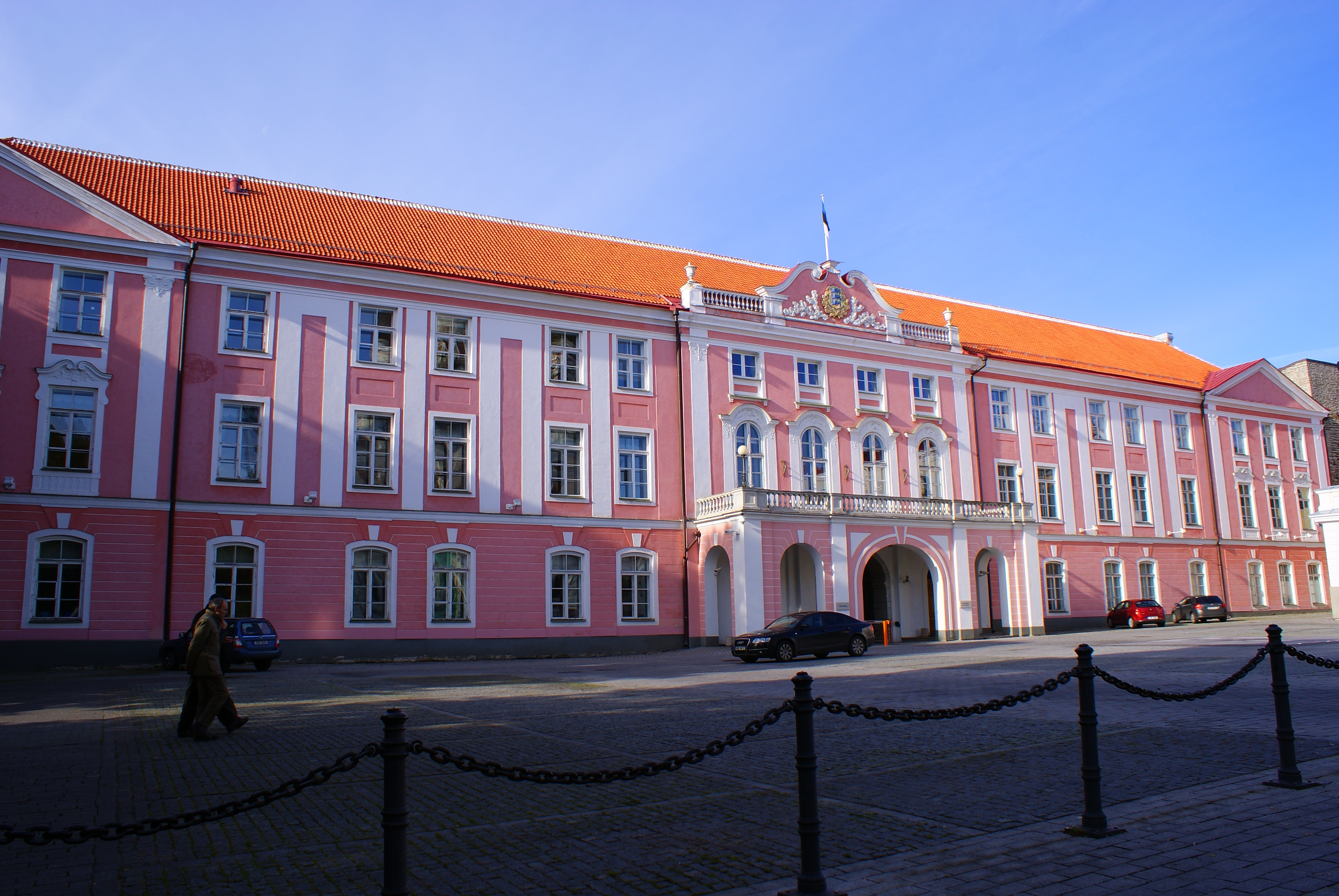
ساختمان مجلس استونی در داخل قلعه

قلعه تومپئا (استونیایی: Toompea loss) قلعه‌ای در شهر تالین، استونی است.
تاریخ ساخت این قلعه که به حدود سال ۱۲۱۹ میلادی می‌رسد در ابتدا کاربری نظامی داشته است. ساختمان اصلی مجلس استونی در این دژ قرار دارد.